# Arzobispo
Se conoce como arzobispo (del griego ἀρχιεπίσκοπος , archiepískopos) a aquel obispo que preside una diócesis particularmente importante, ya sea por su tamaño, su relevancia histórica o por ambas, llamada archidiócesis o arquidiócesis. 
Los arzobispos suelen ser también los metropolitanos de la provincia eclesiástica en la que se localiza su archidiócesis. En la Iglesia católica el papa puede también dar a un obispo el título de arzobispo ad personam, es decir, a título personal, aunque no sea el metropolitano.
Cuando un obispo se convierte en arzobispo no está siendo, de ningún modo, ordenado ni está recibiendo ningún sacramento; en contraste (en los ritos copto, anglicano, católico y ortodoxo) alguien que es ordenado obispo está siendo consagrado.

## Historia

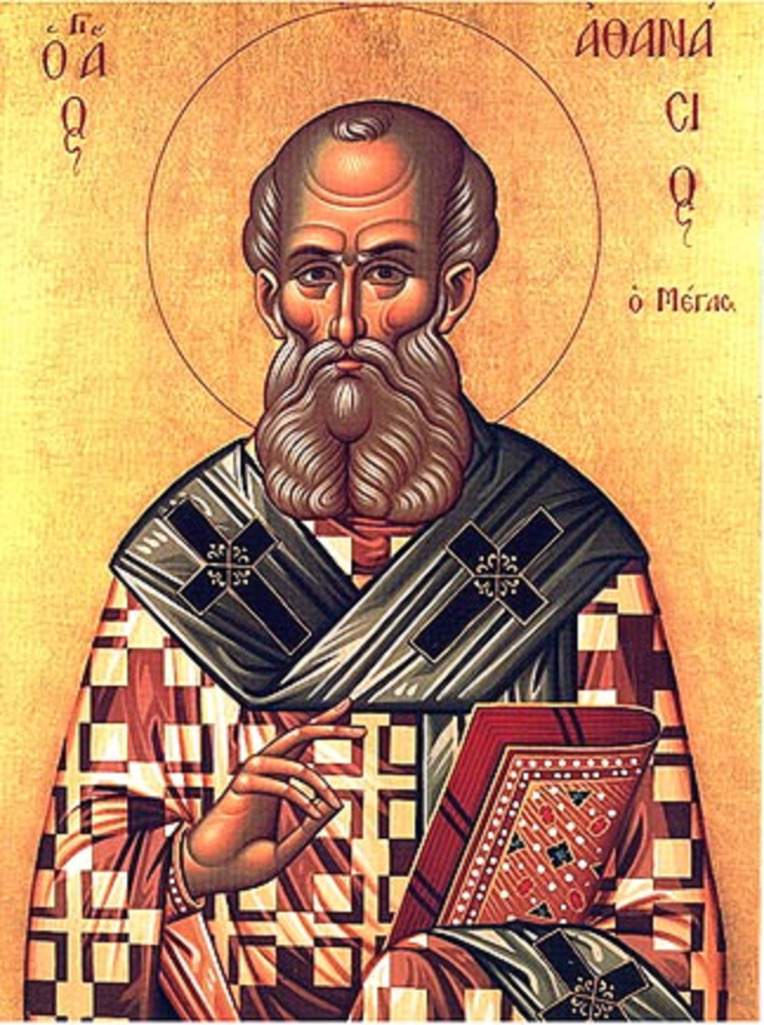
Atanasio de Alejandría

San Atanasio parece que fue el primero que empleó la denominación de arzobispo con el obispo de Alejandría. Pero si el título es del siglo IV, la dignidad y la jurisdicción tienen un origen mucho más antiguo. Según la Biblia y la tradición apostólica, los apóstoles y sus discípulos han residido en las grandes ciudades desde las cuales enviaban otros obispos a las inferiores. Estas consideraban a las primeras como a sus matrices. En el gobierno político ya se les daba el nombre de metrópolis y los obispos que residían en ellas se llamaron también metropolitanos.
La Iglesia, en tiempo de los emperadores romanos, siguió la división de las provincias de aquel imperio. Los obispos establecidos en las ciudades mayores o metrópolis tomaron insensiblemente el título de metropolitanos y arzobispos, como que tenían en su territorio y jurisdicción a otros obispos. Las revoluciones que hubo en el imperio y el establecimiento de los pueblos del Norte, que repartieron entre sí sus provincias, no cambiaron en nada esta división. Las ciudades que los romanos habían llamado metrópolis han conservado casi todas su título y sus arzobispos. Alguna otra solamente se erigió después en metrópoli, como París y Albi en Francia.

## En las Iglesias orientales
En las Iglesias eslavas orientales (tanto católica como ortodoxa) los arzobispos y los metropolitanos están diferenciados, aunque un metropolitano puede ser llamado arzobispo metropolitano. En la Iglesia ortodoxa, los arzobispos ostentan un rango mayor que el de los metropolitanos y tienen los mismos derechos que los metropolitanos ortodoxos eslavos (orientales). La distinción entre arzobispos / metropolitanos sigue, generalmente, el mismo patrón en las Iglesias ortodoxas.

## En la Iglesia católica
La administración de la Iglesia católica se hace dividiendo el territorio en diócesis y agrupando estas en provincias eclesiásticas distribuidas en los países civiles. Al frente del pastoreo de cada diócesis está el obispo y él y solamente él es el que ejerce con autoridad apostólica el gobierno pastoral de esa región, en unión al romano pontífice. En la distribución de las diócesis en provincias, siempre es una la que ejerce una especie de capitalidad sobre el resto, que es la arquidiócesis. El obispo que queda al frente de éstas, tiene el título de arzobispo metropolitano, que tienen el deber de organizar la cooperación entre las diócesis, aunque, propiamente, no tienen autoridad sobre otras diócesis ajenas a la suya. Su insignia es el palio, una banda de lana blanca adornada con cruces negras.
Al ser el título de arzobispo un título, como otros, no vinculado al Sacramento del Orden, puede ser otorgado, como lo es, a otros prelados sin dirigir una sede metropolitana sea por razón de su cargo, dignidad personal o de la diócesis u otros motivos, a decisión de la Sede Apostólica. Los nuncios apostólicos también tienen el título de arzobispo "ad personam", así como otros cargos episcopales en la curia romana, normalmente, los que cumplen obispos no cardenales (por ejemplo, el Maestro de Ceremonias Pontificio, entre otros).
Sin embargo, sacramentalmente, el arzobispado no es un grado en el Orden, pues estos siguen siendo obispos, sino un título a razón de la diócesis o de otros aspectos.

Modelo de escudo de los arzobispos católicos no metropolitanos.
Modelo de escudo de los arzobispos metropolitanos católicos.

En algunos casos, cuando son designados obispos de diócesis y más aún cuando no han sido elevadas a archidiócesis, se les denomina obispo con dignidad de arzobispo o arzobispo obispo, tal como ocurrió en los años 1990 con Francisco de Borja Valenzuela, quien anteriormente fue arzobispo de Antofagasta y luego fue destinado primero a San Felipe como arzobispo obispo de dicha diócesis y posteriormente a Valparaíso, pasando a ser arzobispo obispo de Valparaíso. En el caso del Cardenal Francisco Javier Errázuriz Ossa, él fue nombrado obispo arzobispo de Valparaíso, teniendo esa misma dignidad, cuando trabajaba como Pro Prefecto de la Congregación de Institutos de Vida Consagrada y Sociedades de Vida Apostólica entre 1991 y 1996, pero ratificándola cuando fue trasladado a Santiago de Chile. En los noticieros, estos casos en lugar de decir "El obispo de Valparaíso" decía "El arzobispo de Valparaíso", al referirse por ejemplo al obispo de la Capital de la Región de Valparaíso.

## En la Iglesia anglicana
La Comunión anglicana está constituida por 38 provincias, cada una con un arzobispo a la cabeza. Las más conocidas son las de la Iglesia de Inglaterra, Canterbury (jefe espiritual de la Iglesia de Inglaterra y del anglicanismo) y York. Estos dos arzobispos son "nobles espirituales" (spiritual peers) y por lo tanto, miembros de la cámara de los Lores británica.

## En la Iglesia luterana
Algunas iglesias luteranas tienen el título de arzobispo. Dos casos particulares son la Iglesia de Suecia y la Iglesia Evangélica Luterana de Finlandia, que ambas tienen un arzobispo a la cabeza, respectivos de Upsala y de Turku.

## Coronaciones reales
Durante la Edad Media y Moderna las ceremonias de coronación de los monarcas fueron presididas por una alta figura eclesiástica católica, siempre un arzobispo. Este jerarca ungía con santos oleos al monarca, reconociéndolo en nombre de Dios como legítimo.
En Inglaterra la figura que dirigía la coronación era el arzobispo de Canterbury; en Hungría el arzobispo de Estrigonia; en el Sacro Imperio Romano Germánico los Arzobispos de Colonia, Maguncia y Tréveris; en Polonia el arzobispo de Gniezno; en Suecia el arzobispo de Upsala; en Castilla el arzobispo de Toledo; en Bohemia por el arzobispo de Praga; en Aragón el arzobispo de Tarragona; y en Francia el arzobispo de Reims.